# Modèle social du handicap
Le modèle social du handicap est une approche du handicap selon laquelle, ce dernier ne serait pas seulement le fruit d’une déficience individuelle, médicalement constatée, mais aussi déterminé par des limites dans l’organisation environnementale et sociale.
Cette définition alternative du handicap pointe la responsabilité de la société et les barrières environnementales ou non, qu’elle met en place et ainsi empêche une intégration complète des personnes handicapées. Selon ce modèle, ce ne sont donc plus les personnes handicapées et leurs déficiences qui sont mises en cause, c’est la société qui est incapable de fournir des pratiques adaptées.
La notion peut être mise en opposition avec celle du modèle médical du handicap, qui envisage le handicap comme “l’attribut de la personne et non comme l’interaction de celle-ci avec son environnement”. Le modèle social du handicap n’occulte pas l’aspect médical du handicap mais le complète avec une approche sociale.
Le modèle social du handicap ne peut être confondu avec le handicap social, qui est un désavantage social issu de la société sans préexistence d’une déficience individuelle médicalement constatée.
Le modèle social du handicap trouve sa source au Royaume-Uni entre les années 1970-1980, notamment au sein d'organisations telles que l'UPIAS (en) fondé par Paul Hunt et Vic Finkelstein, et fut développé par des activistes et universitaires tels que Alf Morris et Mike Oliver.

## Histoire: le changement de prisme de la notion de handicap

### L’utilisation de la notion de handicap
La notion de "handicap" vient de "hand in cap" ("la main dans le chapeau"), qui caractérise un ancien jeu pratiqué au XVIe siècle en Grande-Bretagne qui consiste dans l’échange de biens aveugle.
En France, le terme de handicap a été adopté dans les années 1950 pour remplacer le terme "incapacité", jugé comme moins dévalorisant pour la personne.
Mais rapidement la nomination de "handicapé" est apparue comme réduisant la personne à une partie de son identité. La personne est vue seulement par son handicap, et non plus par ses autres caractéristiques. "Or on ne peut résumer un corps, une personnalité à un seul critère; une personne n’est pas définie par sa religion, sa couleur de peau, son travail, un trait de caractère, son orientation sexuelle, de ce fait il doit être de même pour le handicap".
Le terme de "handicapé, a laissé place à "personne handicapée". A cette période le handicap est perçu comme un problème individuel, évoqué du point de vue médical. Ce modèle sollicite des interventions médicales dans le but de "restaurer un fonctionnement normal". Par cette analyse le handicap de l’individu est au cœur du problème à résoudre, et "la responsabilité du handicap incombe à la personne qui doit être réparée". Ici, l’exclusion sociale est vue comme le résultat des déficiences de la "personne handicapée".
Dans les années 1970, un mouvement de critiques concernant le modèle médical du handicap, axé principalement sur la rééducation et la normalisation des personnes handicapées, est né au Royaume Uni et aux États-Unis avec la création du Independent Living Movement. Ce dernier affirme que les personnes handicapées ne sont pas désavantagées en raison de leurs défaillances, mais en raison des barrières externes. Ainsi, "le handicap est la conséquence de la manière dont la société est organisée". Le handicap ne naît donc plus d’une déficience physique ou mentale, mais des discriminations et de l’exclusion sociale que cette dernière entraîne. L’aspect médical reste primordial, mais ce mouvement invite les États à se concentrer aussi sur l’élimination des barrières empêchant la pleine participation des personnes handicapées à la vie sociale.
Ce changement de paradigme va avoir des conséquences en France. Depuis le début du XXIe siècle, il est utilisé la notion de "personne en situation de handicap". Ainsi, la personne a un handicap, mais elle n’est pas handicapée. Une réelle volonté d'intégration des personnes en situation de handicap est constatée : "une transformation de l’environnement qui a été autrefois construit par les valides et pour les valides" . Alain Blanc appelle ce phénomène "une société valido-centré".
Par ce changement d’expression, deux mouvements découlent : l’individu ne doit pas être seulement vu par son handicap; et la société joue un rôle dans les barrières auxquelles font face les personnes en situation de handicap : "la personne est reconnue en situation de handicap parce qu’elle vit dans un environnement qui accentue sa difficulté".

### Les définitions actuelles du handicap tournées vers une vision sociale
Les notions de handicap, incapacité et déficience sont aujourd’hui clairement distinctes. "Le handicap n’est plus considéré comme un attribut de la personne, mais davantage comme le résultat de l’interaction entre celle-ci et son environnement". Cette nouvelle vision va avoir un impact sur les définitions, aussi bien du point de vue national, qu’européen et international.

#### France: Point de vue national du handicap
La loi du 11 février 2005, pour l'égalité des droits et des chances, la participation et la citoyenneté des personnes handicapées définit le handicap de la manière suivante: "constitue un handicap [...] toute limitation d'activité ou restriction de participation à la vie en société subie par une personne dans son environnement en raison d'une altération substantielle, durable ou définitive d'une ou plusieurs fonctions physiques, sensorielles, mentales, cognitives ou psychiques, d'un polyhandicap ou d'un trouble de santé invalidant".

#### Point de vue international du handicap
L’Assemblée générale a adopté, en 1971, la Déclaration des droits du déficient mental, puis, en 1975, la Déclaration sur les droits des personnes handicapées, qui définit des normes pour l’égalité de traitement de ces personnes et leur accès à des services leur permettant d’accélérer leur insertion sociale.
Le premier considérant de la Déclaration sur les droits des personnes handicapées dispose que le terme "handicapé", "désigne toute personne dans l'incapacité d'assurer par elle-même tout ou partie des nécessités d'une vie individuelle ou sociale normale, du fait d'une déficience, congénitale ou non, de ses capacités physiques ou mentales".
De même, l’Organisation mondiale de la Santé, précise dans La classification internationale du fonctionnement, du handicap et de la santé de 2001, que le "handicap sert de terme générique pour désigner les déficiences, les limitations d'activités ou les restrictions de participation".
Ces deux définitions seront reprises par la Convention relative aux droits des personnes handicapées du 13 décembre 2006. L'article premier stipule que les personnes handicapées sont "des personnes qui présentent des incapacités physiques, mentales, intellectuelles ou sensorielles durables dont l'interaction avec diverses barrières peut faire obstacle à leur pleine et effective participation à la société sur la base de l'égalité avec les autres".
L’ONU prend davantage en compte la notion d'interaction des déficiences avec les différentes "barrières" au sein de l'environnement de la personne handicapée. Actuellement, Cette définition fondée sur le modèle social du handicap et les Droits de l'homme, constitue une référence internationale commune.
À l'heure actuelle, il n'existe pas de définition unique du handicap à l'échelle européenne, mais une pluralité frappante de définitions. Cette absence s’explique par la difficulté à élaborer une définition commune. Il n'existe donc pas de définition commune pouvant être transposée de façon harmonisée dans les législations nationales. C’est donc la Cour de justice européenne qui s’est prononcée sur la question. La Cour de justice des Communautés européennes a adopté en 2006 une conception restrictive de la notion de handicap en distinguant clairement le handicap de la maladie. Elle considère le handicap comme "une limitation résultant notamment d'atteintes physiques, mentales ou psychiques et entravant la participation de la personne concernée à la vie professionnelle".
Ensuite, l'Union européenne a adopté progressivement une conception sociale du handicap, en ratifiant fin 2010 la Convention des Nations unies relative aux droits des personnes handicapées. L'UE adhère de fait à la définition fondée sur les droits et la non-discrimination. Elle réaffirme cette position dans la stratégie 2010-2020 en faveur des personnes handicapées. Et si elle ne contraint pas les États membres à adopter une définition précise du handicap, elle doit veiller à ce que les définitions élaborées soient conformes aux conceptions en vigueur à l'échelle internationale.
Ainsi, selon la jurisprudence de la Cour de justice de Union européenne "La notion de handicap évolue et [...] le handicap résulte de l’interaction entre des personnes présentant des incapacités et les barrières comportementales et environnementales qui font obstacle à leur pleine et effective participation à la société sur la base de l’égalité avec les autres".Cette définition correspond au modèle dit social du handicap.
L’Union européenne, abandonne sa vision restrictive du "handicap médical", et fait prévaloir la vision sociale.
La vision qu’une société a du handicap a des conséquences très importantes sur les divers réponses politiques et sur la façon dont les personnes handicapées sont prises en compte.

## Politiques sociales du handicap à travers le prisme de l’emploi et de l'accessibilité

### Au niveau national
Les politiques du handicap à proprement parler, se mettent en place dans la seconde partie du XXe siècle et consistent essentiellement en des politiques catégorielles, basées sur la discrimination positive. "Elles définissent la catégorie de personnes concernées (souvent par opposition à d’autres catégories), les droits particuliers ouverts par l’appartenance à cette catégorie et des mesures spécifiques pour aider ces personnes. Elles se concrétisent par des dispositifs d’intervention, des modes de prise en charge, des pratiques".
Le but étant de garantir une meilleure intégration de la personne en situation de handicap dans notre société. Tout secteur peut participer mais l’emploi et l’accessibilité, sont les deux principaux axes où sont concentrées les législations : 
- Loi de 1924 (Loi du 26 avril 1924 assurant l’emploi obligatoire des mutilés de guerre) qui institue  une "priorité d’emplois" pour les mutilés de guerre.
- Loi de 1957 (Loi no 57-1223 du 23 novembre 1957 sur le reclassement professionnel des travailleurs handicapés) élargie les personnes bénéficiant de la reconnaissance de la qualité de travailleur handicapé (RQTH).
- Lois de 1975 (Loi no 75-534 du 30 juin 1975 d’orientation en faveur des personnes handicapées et loi no 75-535 relative aux institutions sociales et médico-sociales) qui instituent des commissions techniques d’orientation et de reclassement professionnel (COTOREP), ainsi que l’allocation aux adultes handicapés (AAH).
- Loi 1987 (Loi n° 87-517 du 10 juillet 1987 en faveur de l’emploi des travailleurs handicapés) renforce obligation d’emplois des travailleurs handicapés.
- Loi 2005 (Loi no 2005-102 du 11 février 2005 pour l’égalité des droits et des chances, la participation et la citoyenneté des personnes handicapées) institut des maisons départementales de personnes handicapés, des prestations de compensation du handicap et introduit la notion de "projet de vie".
Depuis la Loi du 11 février 2005 pour l’égalité des droits et des chances, la participation et la citoyenneté des personnes handicapés, il y a un véritable rapprochement entre politique sociales du handicap et politiques d’insertion.
Le 5 juin 2018, le gouvernement a annoncé 5 mesures clés en la matière :
- facilité dans les démarches des entreprises ;
- mieux accompagner les entreprises dans le recrutement et l’emploi de travailleurs handicapés ;
- la mobilisation des entreprises ;
- l’accès à l’apprentissage développé ;
- le plan d’investissement dans les compétences (PIC) pour se former et sécuriser l’accès à l’emploi.

#### L'insertion à travers l'emploi
Les mesures d’intégration au marché du travail peuvent être divisé en trois catégorie selon Daniel Mont, chercheur à la banque mondiale :
- Les mesures de régulation du marché visant à agir sur le comportement des employeurs. Les entreprises de plus de vingt salariés et la Fonction publique sont soumises à une obligation d’emploi des travailleurs handicapés (OETH) équivalent à 6 % des effectifs. Mesures transposées dans les articles L. 5212-1 à L. 5212-17 et R.5212-1 et R. 5212-4 du Code du travail.
- Les mesures de rééquilibrages cherchant à pallier les effets négatifs des déficiences sur le marché du travail. Le but est de rendre le travailleur plus compétitif par des formations au centre de reclassement professionnel (CRP). Mesures transposées dans les articles L. 5213-3 à L. 5213-5 et R5213-9 à R5213-14 du Code du travail.
- Les mesures de substitution visant à substituer au marché pour les personnes dont les incapacités rendent la participation au marché du travail ordinaire trop incertaine : les établissements et les services d’aides par le travail, de statut médico-social, qui proposent des activités de production à des personnes ayant une déficience intellectuelle ou souffrant de troubles psychiques. Mise en place par la loi de 2005.

#### L'insertion à travers l'accessibilité
La grande loi pour l’accessibilité des personnes en situation de handicap est celle du 11 février 2005. Elle établit que tout établissement recevant du public (ERP) doit être accessible à tous y compris aux personnes handicapés à partir du 1er janvier 2015. Il doit y avoir une possibilité d’entrer et de sortir mais également prestations fournies doivent être adapté : achats, utilisation d’un site internet, formalités administratives…
Selon l’article 41 "L’accessibilité est due à tous, et notamment aux personnes handicapées, quel que soit le type de handicap, physique, sensoriel, cognitif, mental ou psychique".
L’Ordonnance du 26 septembre 2014 a mis en place de l’Agenda d’accessibilité programmée ou Ad’ap qui est obligatoire pour tous les propriétaires ou les exploitants d’ERP qui ne respecterait pas leur obligation d’accessibilité au 1er janvier 2015. Elle permet de réaliser dans les trois ans (ou plus si exception ex : ERP en difficulté financière avérée) les travaux d’accessibilité, avec une date maximum de dépôt du dossier le 27 septembre 2015. Donc une date maximale, hors exception, le 27 septembre 2018.

#### Les projets associatifs favorisant l’insertion des personnes en situation de handicap
L’accueil des personnes en situation de handicap au sein des entreprises nécessite une appréhension du handicap par l’ensemble des salariés mais aussi une connaissance suffisante par les personnes handicapées à la recherche d’un emploi des opportunités existantes. Plusieurs outils sont recensés dans le but d’atteindre cet objectif : les événements (salons, forums...) de rencontre entre les personnes handicapées et les employeurs ; une promotion et une incitation interne et/ou externe aux entreprises en faveur du handicap ; une adaptation du rythme et des conditions de travail dont peuvent avoir besoin certaines personnes handicapées.
LADAPT (l’association pour l’insertion sociale et professionnelle des personnes handicapées), organise chaque année le forum "Emploi et handicap". Il se déroule lors de la semaine européenne pour l’emploi des personnes handicapées, elle-même créée par l’association en 1997. Ce forum a pour objectif la rencontre de recruteurs avec des personnes en situation de handicap. Il a pour particularité de proposer tous types de contrats dans de nombreux secteurs d’activité.
Job in Live organise sur l’ensemble du territoire métropolitain des journées de recrutement en faveur des personnes en situation de handicap : "les Mardis du Handicap". Ces rencontres mettent directement en relation des personnes en situation de handicapà la recherche d’un emploi avec de grandes entreprises. Les postes proposés concernent des fonctions d’ingénierie, d’IT, de télécom, de commercial, de logistique et de support. En 2017, 34 journées de ce type ont été organisées.
La fondation FACE organise tous les ans la "Job H’Academy", dans une approche d’accès direct à l’emploi des personnes handicapées. En partenariat avec Pôle emploi, Cap emploi, des entreprises sensibilisées et la Région, l’initiative concerne l’ensemble des personnes ayant une reconnaissance de la qualité de travailleur handicapé. L’action se déroule sur six mois d’accompagnement maximum afin de permettre la concordance entre un profil recherché et une candidature. Entre 2006 et 2016, 83 % des personnes inscrites ont accédé à l’emploi.

### Aux niveaux international et européen

#### Success 4All[27]
C’est une plateforme de cours en ligne en 4 langues (anglais, français, bulgare, letton) financé par l’Union Européenne dans le cadre des projets ERASMUS +. Elle s’inscrit dans une démarche d’apprentissage interactive et inclusive pour les personnes en situation de handicap.

#### Le projet DESC (Disabilities Equality Security Careers)[28]
Ce programme, né en 2014 vise à favoriser l’accès et le maintien dans l'emploi des jeunes européens en situation de handicap. Le but est d’éviter toute rupture de parcours qui aggrave les risques de désinsertion et d’isolement de ces jeunes. Cela se traduit par quatre actions:
- L’identification des bonnes pratiques en matière de sécurisation des parcours et d’emploi accompagné en Europe
- la création puis la dissémination d’un guide des bonnes pratiques auprès des professionnels des services sociaux
- La création d’une tool-box "sécurisation des parcours professionnels et emploi accompagné", support de formation pour 120 professionnels européens
- L’ouverture et le déploiement de la SEEPH, Semaine européenne pour l’emploi des personnes handicapées (en anglais : EDEW, European Disability Employment Week) en Europe (en particulier en Italie, Espagne, Belgique).

#### La semaine européenne pour l’emploi des personnes en situation de handicap
L’association pour l’insertion sociale et professionnelle des personnes handicapées (LADAPT) organise depuis 1997 la Semaine pour l’emploi des personnes handicapées, devenue européenne en 2015. Lors de cette semaine, les entreprises publiques et privées, ainsi que les associations se rencontrent afin d’ouvrir des discussions, et s’engager à l’insertion professionnelle des personnes en situation de handicap. 

#### Le projet européen ABOVE (ABilities on the moVE-Compétences en action)[29]
C’est un projet qui vise à développer l’insertion socio-professionnelle des personnes en situation de handicap psychique. Ce projet est axé sur le renforcement des compétences des professionnels qui accompagnent les personnes en situation de handicap psychique vers l’emploi. Cela se traduit par cinq réunions transnationales, qui se tiendront jusqu'en août 2019. 